# Brachypeza
Brachypeza – rodzaj roślin z rodziny storczykowatych (Orchidaceae). Epifityczne rośliny zielne rosnące na wysokościach do 600 m n.p.m. Występują w Azji Południowo-Wschodniej w takich krajach i regionach jak: Andamany, Borneo, Wyspa Wielkanocna, Jawa, Laos, Małe Wyspy Sundajskie, Malezja Zachodnia, Nowa Gwinea, Nikobary, Filipiny, Celebes, Sumatra, Tajlandia, Wietnam.

## Systematyka
Rodzaj sklasyfikowany do podplemienia Aeridinae w plemieniu Vandeae, podrodzina epidendronowe (Epidendroideae), rodzina storczykowate (Orchidaceae), rząd szparagowce (Asparagales) w obrębie roślin jednoliściennych.
Wykaz gatunków
- Brachypeza archytas (Ridl.) Garay
- Brachypeza cladostachya (Hook.f.) Kocyan & Schuit.
- Brachypeza indusiata (Rchb.f.) Garay
- Brachypeza koeteiensis (Schltr.) Garay
- Brachypeza laotica (Seidenf.) Seidenf.
- Brachypeza minimipes (J.J.Sm.) Garay
- Brachypeza pallida (Blume) Kocyan & Schuit.
- Brachypeza semiteretifolia (H.A.Pedersen) Kocyan & Schuit.
- Brachypeza simondiana (Gagnep.) Kocyan & Schuit.
- Brachypeza stenoglottis (Hook.f.) Garay
- Brachypeza unguiculata (Lindl.) Kocyan & Schuit.
- Brachypeza zamboangensis (Ames) Garay